# Roger Saint-Vil
Roger Saint-Vil (8. prosince 1949, Port-au-Prince – 7. června 2020, New York) byl haitský fotbalista, útočník.

## Fotbalová kariéra
Byl členem haitské reprezentace na Mistrovství světa ve fotbale 1974, nastoupil v utkání proti Polsku. Za reprezentaci Haiti hrál v letech 1969–1976. Na klubové úrovni hrál za Zénith Cap-Haïtien, Racing Club Haïtien, Violette AC, Baltimore Bays, Archibald FC Siparia, Cincinnati Comets a Baltimore Comets.